# بيرنارد رينش
كان بيرنارد رينش (من مواليد 21 كانون الثاني/يناير عام 1900 وتوفي في 4 نيسان /أبريل عام 1990) عالم أحياء تطورية وعالم طيور ألماني وقد قام بعمل ميداني في إندونيسيا والهند. بدأ حياته المهنية بوجهات نظر مؤيدة لما قبل لاماركيان ومن ثم انتقل إلى الانتقائية وعلم الاصطناع التطوري الحديث في علم الأحياء التطوري وكان مسؤولاً عن نشره في ألمانيا. إلى جانب عمله حول كيفية تأثير العوامل البيئية على تطور السكان المعزولين جغرافيا وعلى التطور فوق مستوى الأنواع والذي ساهم في علم الاصطناع التطوري الحديث فقد عمل أيضاً على نطاق واسع في مجال السلوك الحيواني (الإيثولوجيا) وعلى الجوانب الفلسفية للعلوم البيولوجية. انقطع تعليمه وعمله العلمي خلال الخدمة في الجيش الألماني خلال كلا الحربين العالميتين الأولى والثانية.

## السيرة الذاتية
ولد رينش في تالي وكصبي صغير كان مهتماً بمراقبة العالم الطبيعي واكتشف موهبته في الرسم. خدم في الجيش الألماني من عام 1917 حتى عام 1920 وبدأ في مراقبة الظواهر الطبيعية خلال سجنه في فرنسا. عاد إلى ألمانيا وبدأ دراساته حول تركيب الريش تحت إشراف فالنتين هاكر (1864-1927) الذي درس بنفسه تحت إشراف ويسمان أغسطس. حتى الثلاثينيات من القرن الماضي، كان لرينش وجهات نظر مناهضة لداروين ولاماركيان. اهتم رينش أيضًا بفلسفة العلم وكان معجباً بثيودور زيهين (1862-1950). كما درس رينش الرسم التعبيري أيضاً وقد قام في مرحلة لاحقة من حياته بدراسة الجذور البيولوجية للفن. حصل على الدكتوراه من جامعة هالي في عام 1922. التحق بالمتحف الحيواني بجامعة برلين كمساعد في عام 1925. شارك في عام 1927 في رحلة استكشافية في علوم الحيوان إلى جزر سوندا. درس التوزيع الجغرافي للأنواع الفرعية للأنواع عديدة الأنماط ومجمعات الأنواع المرتبطة بشكل وثيق مع الانتباه إلى كيفية تأثير العوامل البيئية المحلية وخاصة المناخ على تطورها. نشر في عام 1929 كتاب Das Prinzip geographischer Rassenkreise und das Problem der Artbildung الذي ناقش العلاقة بين الجغرافيا والانتواع. أثر عمله في هذا المجال في إرنست ماير الذي كان أيضًا مساعدًا في المتحف من عام 1927-1930 وساهم بتطوير الاصطناع التطوري الحديث. أرغم على مغادرة المتحف في عام 1937 لأنه رفض الانضمام إلى صفوف الحزب النازي وتولى منصباً في حديقة حيوان في مونستر. تم استدعائه للخدمة العسكرية في عام 1940 وقد أعفي من ذلك لأسباب طبية في عام 1942.
نشر في عام 1947 كتاب تمت ترجمته إلى اللغة الإنجليزية لاحقاً تحت عنوان «التطور فوق مستوى الأنواع». ناقش الكتاب كيف يمكن للآليات التطورية التي أدت لنشوء الأنواع أن تفسر الاختلافات بين الأصنوفات. قدم مفهوم Artenkreis (الذي ترجمه ماير على أنه «فوق النوع» وعُرّف بأنه «مجموعة أحادية النمط الخلوي من الأنواع المرتبطة ارتباط وثيق والإخلافية بشكل كبير أو تام»). اعتبر وثيقة مهمة في مجال الاصطناع التطوري الحديث. أصبح رينش في نفس العام رئيس قسم علم الحيوان ومدير معهد علم الحيوان بجامعة مونستر وشارك في عام 1953 في رحلة استكشافية في علم الحيوان إلى الهند وعمل في وقت لاحق من حياته المهنية على نطاق واسع في مجالات سلوك الحيوان (الإثولوجيا) والتعلم والذاكرة. كتب رينش عن السلوك الإنساني أيضاً واقترح أن العلاقة التطورية البشرية مع الكائنات الحية سوف تؤدي إلى التعاطف. نشر سيرته الذاتية في عام 1979 وحافظ على نشاطه العلمي إلى حين وفاته في عام 1990.

## القواعد البيولوجية
بحث رينش عن الأنماط العالمية في علم الأحياء. كان مسؤولاً عن تسمية قاعدة آلان وقاعدة غلوجر واقترح في عام 1950 ما يسمى الآن بقاعدة رينش.